# 농부의 아내
농부의 아내(The Farmer's Wife)는 영국에서 제작된 알프레드 히치콕 감독의 1928년 영화이다. 제임슨 토머스 등이 주연으로 출연하였다.

## 출연

### 주연
- 제임슨 토머스
- 릴리언 홀-데이비스
- 고든 하커

### 조연
- 깁 맥러플린